# とけい座ベータ星
とけい座β星(とけいざベータせい、β Horologii, β Hor)は、とけい座の恒星で5等星。この星は白色の巨星であり、またA型金属線星である。